# ガートルード・ウィーバー
ガートルード・ウィーバー（Gertrude Weaver、1898年7月4日 - 2015年4月6日）は、アメリカ合衆国・アーカンソー州に在住していた長寿の女性である。2015年4月1日から5日間長寿世界一となった。

## 人物
1915年7月に結婚し、4人の子を儲けるが、死去の時点で、93歳の息子（1921年4月7日生まれ）を除く3人は亡くなっていた。長寿の秘訣は、「神を信じること、熱心に働くこと、みんなを愛すること」だという。
116歳の誕生日には、彼女の住む市の市長から「ガードルード・ウィーバーの日」が宣言された。また、アメリカ合衆国大統領バラク・オバマからの誕生日祝いのカードも贈られた。ジェロントロジー・リサーチ・グループ（老年学研究グループ）の管理担当者、ロバート・ヤングは、ウィーバーの出生記録は残っていなかったが、アメリカの国税調査および1915年の結婚証明書を検証し、同国最高齢の人物が1899年5月23日に生まれたジェラレアン・タリーではなく、ウィーバーであることを確認した。
存命する世界最高齢者となった5日後の2015年4月6日、肺炎のためアーカンソー州カムデンの高齢者施設で死去。息子、ジョー・ウィーバーの94歳の誕生日の前日であった。ウィーバーの死去に伴い、ジェラレアン・タリーが世界最高齢の人物となった。

## 長寿記録
- 2012年12月17日 - ディーナ・マンフレディーニの死去に伴い、114歳166日でアメリカ在住の最高齢となる。
- 2015年4月1日 - 大川ミサヲが死去したことに伴い、116歳271日で世界最高齢及び1898年生まれ最後の生き残りの人物となる。
- 同年4月6日 - 116歳276日で死去[1]。